# Saint-Genis-Laval
Saint-Genis-Laval là một xã thuộc tỉnh Rhône trong vùng Rhône-Alpes phía đông nước Pháp. Xã này nằm ở khu vực có độ cao trung bình 270 mét trên mực nước biển.